# Túlanagyágtelep
Túlanagyágtelep, korábban Husztnagyág, (ukránul: Зaрічне [Zaricsne]) falu Ukrajnában, a Kárpátalján, a Huszti járásban. A falu Huszt városi község (hromada) tagja. A 2001-es népszámlálás idején 384 lakosa volt.

## Fekvése
Huszttól északnyugatra fekvő település.

## Nevének eredete
A Husztnagyág helységnév magyar eredetű. A falu Huszthoz viszonyítva a Nagy-ág túlsó, jobb oldalán települt, innen származik a neve (1905: Túl a nagyág vizen). A hivatalos ukrán Zaricsne településnév jelentése „folyón túli (falu).”

## Története
A település nevét nevét 1907-ben Husztnagyág (hnt.) néven említették az okiratokban. Későbbi névváltozatai: 1913-ban Husztnagyág, 1944-ben Túlanagyágtelep, Заръковъ (hnt.), 1983-ban Зaрічне, Зaрeчнoе. Az 1944-es helységnévtár még Huszt külterületi lakott helyeként említi Túlanagyágtelep néven. (A túl névutó előrehozása Máramarosban és Ugocsában gyakorta előfordul, például: Túl a vizen, Túl a Tisza stb.).
2020-ig a Huszti Városi Tanácshoz tartozott, a 2020-as ukrajnai közigazgatási reform után Huszt községhez tartozik.